# Liste der Kulturgüter in Röthenbach im Emmental
Die Liste der Kulturgüter in Röthenbach im Emmental enthält alle Objekte in der Gemeinde Röthenbach im Emmental im Kanton Bern, die gemäss der Haager Konvention zum Schutz von Kulturgut bei bewaffneten Konflikten, dem Bundesgesetz vom 20. Juni 2014 über den Schutz der Kulturgüter bei bewaffneten Konflikten sowie der Verordnung vom 29. Oktober 2014 über den Schutz der Kulturgüter bei bewaffneten Konflikten unter Schutz stehen.
Objekte der Kategorie A sind vollständig in der Liste enthalten, Objekte der Kategorie B sind im Gemeindegebiet nicht ausgewiesen, Objekte der Kategorie C fehlen zurzeit (Stand: 6. April 2024). Unter übrige Baudenkmäler sind Objekte zu finden, die im Bauinventar des Kantons Bern als «schützenswert» verzeichnet sind.

## Kulturgüter
| Foto |                                                             | Objekt                            | Kat. | Typ | Standort                                    | Beschreibung |
| ---- | ----------------------------------------------------------- | --------------------------------- | ---- | --- | ------------------------------------------- | --- |
| ja   | Datei hochladen · Wikidata zu Kirche Würzbrunnen (Q1742763) | Kirche Würzbrunnen KGS-Nr.: 01178 | A    | G   | Würzbrunnen 295 622755 / 190305             | Ursprünglich aus der ersten Hälfte des 12. Jahrhunderts stammendes Kirchengebäude, nach Brand im Jahr 1494 in der gegenwärtigen Gestalt wiederaufgebaut und erweitert. Weisser Putzbau mit leicht trapezförmigem Kirchenschiff und quadratischem Chor unter spätgotisch überhöhtem, mit Schindeln gedecktem Satteldach. Darüber erhebt sich ein Dachreiter von 1785 mit polygonaler Spitzhelm und geschweiftem Uhrgiebel. |
| ja   | Datei hochladen · Wikidata zu Alp Gabelspitz (Q19362691)    | Alp Gabelspitz KGS-Nr.: 09237     | A    | G   | Schallenberg-Gabelspitz 150 626695 / 186568 | Die 1789 erbaute Alphütte ist ein gedrungener Holzbau unter grösstenteils schindelgedecktem Walmdach. Der Südteil ist in Ständerbauweise ausgeführt, der Nordteil als Blockbau. An die Westseite angebaut ist ein Schopf. |

## Übrige Baudenkmäler
Hinweis: Anstelle der KGS-Nummer wird als Objekt-Identifikator (ID) die Grundstücksnummer verwendet.
| ID   | Foto | | Objekt                                                       | Typ | Standort                                     | Beschreibung |
| ---- | ---- | --- | ------------------------------------------------------------ | --- | -------------------------------------------- | ------------ |
| 7    | ja   | Datei hochladen · Wikidata zu Pfarrhaus (1661) (Q123508364)                                             | Pfarrhaus (1661)                                             | G   | Dorf 4 623069 / 189285                       |              |
| 33   | ja   | Datei hochladen · Wikidata zu Reformierte Kirche (Q55412428)                                            | Reformierte Kirche (1903–1905)                               | G   | Dorf 1a 623089 / 189299                      |              |
| 80   | BW   | Datei hochladen                                                                                         | Speicher (1774)                                              | G   | Fischbach 45a 625350 / 190013                |              |
| 115  | BW   | Datei hochladen                                                                                         | Sommerhaus (1911)                                            | G   | Rauchgrat 134a 624027 / 187897               |              |
| 160  | BW   | Datei hochladen                                                                                         | Bauernhaus (1802)                                            | G   | Neuhaus 352 625217 / 185728                  |              |
| 205  | BW   | Datei hochladen                                                                                         | Bauernhaus (1596)                                            | G   | Niederei 123 622984 / 187996                 | Abgegangen   |
| 233  | BW   | Datei hochladen                                                                                         | Alphütte (1787)                                              | G   | Selialp 167 623375 / 186321                  |              |
| 398  | BW   | Datei hochladen                                                                                         | Bauernhaus (1705)                                            | G   | Oeschenmatt 273 622585 / 188425              |              |
| 401  | ja   | Datei hochladen · Wikidata zu Gasthof Bären (1789) (Q123508405)                                         | Gasthof Bären (1789)                                         | G   | Dorf 22 623148 / 189311                      |              |
| 413  | BW   | Datei hochladen                                                                                         | Bauernhaus (1774)                                            | G   | Salzhaus 13 622843 / 189303                  |              |
| 413  | BW   | Datei hochladen                                                                                         | Speicher (2. Hälfte 18. Jh.)                                 | G   | Salzhaus 13a 622866 / 189313                 |              |
| 417  | BW   | Datei hochladen                                                                                         | Ehemaliges Bauernhaus (17. Jh.)                              | G   | Eymatt 30 623259 / 189302                    |              |
| 426  | BW   | Datei hochladen                                                                                         | Speicher (1820)                                              | G   | Brüggmatt 34a 623720 / 190095                |              |
| 444  | BW   | Datei hochladen                                                                                         | Speicher (1773)                                              | G   | Martinseggraben 210a 622107 / 192017         |              |
| 456  | BW   | Datei hochladen                                                                                         | Kleinbauernhaus (16. Jh.)                                    | G   | Kiefel 360 625404 / 186247                   |              |
| 467  | BW   | Datei hochladen                                                                                         | Speicher (Ende 18. Jh.)                                      | G   | Bühl 234a 621785 / 191907                    |              |
| 475  | BW   | Datei hochladen                                                                                         | Käsespeicher (Ende 18. Jh.)                                  | G   | Vorder Naters 144a 625132 / 187264           |              |
| 479  | BW   | Datei hochladen                                                                                         | Bauernhaus (Ende 18. Jh.)                                    | G   | Weierschwand 89 625490 / 189028              |              |
| 509  | BW   | Datei hochladen                                                                                         | Speicher (1825)                                              | G   | Nägelisboden 83a 623760 / 188763             |              |
| 548  | BW   | Datei hochladen                                                                                         | Speicher-Stöckli (1819)                                      | G   | Obere Feldmatt 26a 623341 / 189622           |              |
| 701  | BW   | Datei hochladen                                                                                         | Bauernhaus (1583)                                            | G   | Würzbrunnen 294 622674 / 190233              |              |
| 710  | BW   | Datei hochladen                                                                                         | Bauernhaus (1730)                                            | G   | Rüegsegg 271 621975 / 190770                 |              |
| 710  | BW   | Datei hochladen                                                                                         | Speicher (1803)                                              | G   | Rüegsegg 271a 621960 / 190745                |              |
| 729  | ja   | Datei hochladen                                                                                         | Käsespeicher (1789)                                          | G   | Schallenberg-Gabelspitz 150a 626687 / 186598 |              |
| 729  | ja   | Datei hochladen                                                                                         | Sennhütte                                                    | G   | Schallenberg-Gabelspitz 151a 626685 / 186581 |              |
| 748  | BW   | Datei hochladen                                                                                         | Bauernhaus (1789)                                            | G   | Fambach 66 623272 / 190683                   |              |
| 760  | BW   | Datei hochladen                                                                                         | Speicher (17. Jh.)                                           | G   | Trachselbach 16a 622709 / 189453             |              |
| 777  | BW   | Datei hochladen                                                                                         | Bauernhaus (1798)                                            | G   | Ryffersegg 244 621449 / 192733               |              |
| 788  | BW   | Datei hochladen                                                                                         | Sommerstall (Ende 18. Jh.)                                   | G   | Waldmatt 328 626629 / 185882                 |              |
| 790  | BW   | Datei hochladen                                                                                         | Käsespeicher (1779)                                          | G   | Waldmatt 326a 626537 / 185777                |              |
| 927  | ja   | Datei hochladen · Wikidata zu Transformatorenhaus / ehemaliges Wasch- oder Ofenhaus (1705) (Q123508476) | Transformatorenhaus / ehemaliges Wasch- oder Ofenhaus (1705) | G   | Dorf 5 623075 / 189253                       |              |
| 1162 | BW   | Datei hochladen                                                                                         | Alphütte (1786)                                              | G   | Waldmatt 327 626631 / 185800                 |              |
| 1162 | BW   | Datei hochladen                                                                                         | Käsespeicher (1738)                                          | G   | Waldmatt 327a 626625 / 185787                |              |